# جانکارلو کیاراملو
جانکارلو کیاراملو (ایتالیایی: Giancarlo Chiaramello؛ زادهٔ ۱۸ فوریهٔ ۱۹۳۹) رهبر ارکستر، موسیقی‌دان و آهنگساز اهل ایتالیا است. وی دانش‌اموختهٔ رشتهٔ آهنگسازی، چندصدایی آوایی و نوازندگی پیانو در کنسرتوار تورین است.
از فیلم‌ها یا مجموعه‌های تلویزیونی که وی در آن‌ها نقش داشته است، می‌توان به بکش کنار! الدورادو به ترینیتی می‌آید، هزار و یک شب ایتالیایی، گرگ و بره، انجیرتیغی، مارکو ویسکونتی و دکامرون ممنوعه اشاره نمود.